# Wereldbeker quadrathlon 2020
De Wereldbeker quadrathlon 2020 was een door de World Quadrathlon Federation (WQF) georganiseerde competitie in het quadrathlon. De 20e editie bestond door de Covid-19-pandemie uit slechts drie manches.

## Resultaten

### Heren
| Plaats | Atleet           | Kaposvár (EK Sprint - 27/6/2020) | Bergsee Ratscher (WK Sprint - 5/9/2020) | Tiszafüred (ML - 13/9/2020) | Totaal |
| ------ | ---------------- | -------------------------------- | --------------------------------------- | --------------------------- | ------ |
| 1      | Stefan Teichert  | 1140.0                           | 1184.4                                  | 930.4                       | 3254.8 |
| 2      | Krzysztof Wolski | 1179.8                           | 1200.0                                  | -                           | 2379.8 |
| 3      | William Peters   | 1190.1                           | 1182.8                                  | -                           | 2372.9 |
| 4      | Ferenc Csima     | 1200.0                           | -                                       | 1000.0                      | 2200.0 |
| 5      | Martin Saitl     | 1007.1                           | 1017.8                                  | -                           | 2024.8 |
| 6      | Peter Appelt     | 718.5                            | 756.6                                   | 487.6                       | 1962.7 |
| 7      | Petr Mejzlík     | 953.6                            | 959.3                                   | -                           | 1912.9 |
| 8      | Gábor Belina     | 1064.7                           | -                                       | 843.2                       | 1907.9 |
| 9      | Attila Kiss      | 1031.4                           | -                                       | 834.1                       | 1865.4 |
| 10     | Mikolas Zdenek   | 773.0                            | 838.7                                   | -                           | 1611.6 |

### Dames
| Plaats | Atleet                | Kaposvár (EK Sprint - 27/6/2020) | Bergsee Ratscher (WK Sprint - 5/9/2020) | Tiszafüred (ML - 13/9/2020) | Totaal |
| ------ | --------------------- | -------------------------------- | --------------------------------------- | --------------------------- | ------ |
| 1      | Lisa Teichert         | 1200.0                           | 1200.0                                  | 1000.0                      | 3400.0 |
| 2      | Susanne Walter        | 1102.3                           | 1113.0                                  | -                           | 2215.3 |
| 3      | Kata Balázs           | 1075.4                           | -                                       | 978.2                       | 2053.6 |
| 4      | Csilla Sápi           | 1014.3                           | -                                       | 866.7                       | 1881.0 |
| 5      | Anke Trilling         | -                                | 1179.1                                  | -                           | 1179.1 |
| 6      | Lilla Kovács          | 1153.2                           | -                                       | -                           | 1153.2 |
| 7      | Krisztina Sinkó Panna | 1058.6                           | -                                       | -                           | 1058.6 |
| 8      | Gabi Menke            | -                                | 1058.4                                  | -                           | 1058.4 |
| 9      | Emma Libova           | 1034.3                           | -                                       | -                           | 1034.3 |
| 10     | Andrea Kuhlmey        | -                                | 991.8                                   | -                           | 991.8  |

2001 ·
2002 ·
2003 ·
2004 ·
2005 ·
2006 ·
2007 ·
2008 ·
2009 ·
2010 ·
2011 ·
2012 ·
2013 ·
2014 ·
2015 ·
2016 ·
2017 ·
2018 ·
2019 ·
2020 ·